# Абултаєво
Абулта́єво (рос. Абултаево) — присілок у складі Сафакулевського округу Курганської області, Росія.
Населення — 410 осіб (2010, 480 у 2002).
Національний склад станом на 2002 рік:
- башкири — 91 %